# Филоксера
Филоксѐра или лозова филоксера (Dactylosphaera vitifoliae) е дребно насекомо с произход от югозападната част на Северна Америка.
В Европа е установена през 1863 г. едновременно във Франция и Англия, за кратко време се разпространява в основните лозарски райони и унищожава по-голямата част от европейските лозя.
В България е установена през 1884 г. Масовата ѝ поява налага да се изкоренят съществуващите лозови насаждения (лози на собствен корен) и да се заменят с лози на устойчива на филоксерата подложка. На 16 януари 1896 г. е издаден първият в България закон за растителна защита – „Закон за мерки против филоксерната зараза (чума на лозата) и възобновяването на опустошените от нея лозя“, а датата „16 януари“ от 2006 г. официално се чества като „Ден на Растителната Защита“ в България .
Филоксерата поврежда единствено лозата. Напада както американските, така и европейските лози.

## Форми
Филоксерата има листна и коренова форма, които при храненето си инжектират ензими и предизвикват деформации в растителните тъкани.
Въшките от листната форма смучат сок от листата на американската лоза (повреждат и листата на сорта „Дунав“), в резултат на което тъканите се разрастват във вид на гали с големина на грахово зърно. Галите са от долната страна на листата, а от горната имат малко отворче. Често галите обхващат цялата листна петура и предизвикват силно деформиране на листата.
Въшките от кореновата форма образуват по тънките коренчета т.нар. нодозитети – надебелявания във вид на птича глава, а по дебелите корени т.нар. туберозитети – разрастване във вид на брадавици. В тези места се нарушава нормалното сокодвижение, а по-късно се развиват различни видове гнилостни микроорганизми, които разрушават корена и растението загива.
Тези повреди са добре изразени само при европейските лози. Филоксерата е опасна само за европейските лози. При американските лози туберозитетите са повърхностни, а нодозитите почти не се образуват. Американските лози съдържат феноли, които инактивират ензимите, отделяни от въшките при смучене на сок.
С въвеждането на устойчиви американски подложки е считано, че филоксерата е унищожена на територията на България, но от няколко години преди 2019 г. се регистрират нови огнища на поява в Пловдивско, Асеновградско, Шуменско, Разградско, Хасковско, Карловско и другаде.
Пълен жизнен цикъл на лозовата филоксера съществува при американските лози, по които се развиват листна и коренова форма. По европейските лози не се развива листната форма.

### Листна форма
Листната форма на филоксерата се развива по листата на американската лоза. Ларвите смучат сок от горната им повърхност, а по долната страна на листата се образуват „гали“ с червеникав цвят, обрасли с бели власинки.
Яйцата при листната и кореновата форма са почти еднакви – жълти, удължено-овални, с гладък хорион (обвивка) и дължина около 0,3 мм.
Листната форма зимува като яйце по надземните части на лозата. Излюпването на яйцата започва от втората половина на април, едновременно с развитието на лозите. Ларвите мигрират по младите листа, където се хранят и предизвикват образуване на гали. След около 15 – 20 дни се превръщат във възрастни женски основателки, които по партеногенетичен начин (без оплождане) снасят 500 – 600 яйца в една гала. Основателките са жълто-зелени, закръглени, с набръчкана телесна покривка, без брадавички. Тялото е сплеснато от коремната и изпъкнало от гръбната страна. Дължината му е 1 – 1,5 мм.
Яйчният стадий продължава 4 – 8 дни. Младите ларви са много подвижни и за кратко време се разпълзяват по листата, където образуват нови гали. В продължение на пролетта и лятото листната форма на филоксерата развива 6 – 8 поколения, но въшките от последните поколения снасят значително по-малко яйца от пролетните поколения. Листната филоксера е чувствителна към ниски температури и въшките, останали по надземните части на лозата, умират в края на есента и началото на зимата. Част от ларвите на листната форма мигрират по корените на лозата и там се развиват като коренова форма. Миграцията започва от втората половина на юни и се увеличава към началото на есента.
Зимното яйце непосредствено след снасяне е интензивно жълто, а по-късно придобива тъмнокафяв цвят. То е продълговато със закръглени краища и шипче в единия край. Хориона е с изпъкнали шестоъгълни клетки.
Ларвите са жълто-зелени, удължено-овални.

### Коренова форма
Кореновата форма се развива по корените на европейската и американската лоза. Ларвите и възрастните въшки се прикрепват към корените и смучат сок. Кореновата тъкан на европейската лоза силно надебелява във формата на тумори; по-късно образуванията се разрушават и през тях проникват различни микроорганизми. Корените на американската лоза, практически, са устойчиви на филоксерата.
Безкрилата възрастна е жълто-зелена до кафеникава, с овално, сплеснато тяло. На гръбната страна има малки тъмни брадавички, разположени по двойки. Дължината на тялото е 1,2 – 1,5 mm.
Ларвата е по-дребна, удължено-овална.
Кореновата форма зимува като ларва от първа и по-рядко от втора възраст, по корените на лозата. Развива около 6 поколения годишно. Броят на поколенията е различен, в зависимост от климатичните условия на района и дълбочината, на която се развиват въшките. При температура 25 °C едно поколение се развива за 14 дни, а при 13 °C – за 60 дни. На по-голяма дълбочина развитието е по-бавно. Ларвите са много подвижни и лесно се придвижват в почвата, през пукнатини и цепнатини. Най-благоприятни за кореновата форма са структурните почви, с добър въздушен и воден режим, където въшките могат да проникнат на дълбочина до 3 м, докато безструктурните, песъчливите и силно сбитите почви не са благоприятни за развитието им. Кореновата форма се развива по младите и старите корени на лозата. По тънките коренчета въшките образуват надебелявания нодозитети, а по дебелите корени – брадавици туберозитети .
В средата на лятото част от ларвите на кореновата форма се развиват в нимфи със зачатъчни крила. Те мигрират на повърхността на почвата и там се превръщат в крилати полоносещи възрастни, които се разселват по надземните части на лозите (чрез летеж и въздушни течения). Там снасят без оплождане два вида яйца – дребни и едри, от които се излюпват половите форми. От дребните се излюпват мъжки, а от едрите – женски индивиди. Една женска снася 1 – 4 яйца. Оттук започва цикълът на листната форма. Половите форми нямат устен апарат и не се хранят. След копулирането им, женските снасят по едно зимно яйце, обикновено в пукнатините на старата кора, по 2 – 3 годишните леторасти и загиват. Яйцата зимуват и развитието се повтаря.

## Борба
Основен начин за борба с филоксерата при европейската лоза е присаждането ѝ върху американски подложки, които са устойчиви на кореновата форма.
Срещу листната форма по американските лози борбата може да се изведе с органофосфорни, карбаматни, неоникотинови и други инсектициди. Провеждат се две пръскания през пролетта – първото няколко дни след началото на излюпването и второто 15 – 20 дни по-късно. По добри резултати ще се получат при използване на системни, проникващи или транс-ламинарни препарати. Към 2019 г. няма приет праг на икономическа вредност (ПИВ).